# Margarete Nischwitz
Margarete („Grete“) Nischwitz (geborene Stock; * 17. Oktober 1891 in Chemnitz; † 10. Dezember 1979 in Frohnau) war eine deutsche Politikerin (KPD). Sie war Abgeordnete des Sächsischen Landtages.

## Leben
Margarete Nischwitz wurde als Tochter einer ledigen Spinnereiarbeiterin geboren. Sie arbeitete als Trikotagennäherin und Textilarbeiterin. 1912 heiratete sie Paul Nischwitz und trat der SPD bei. 1917 wechselte sie zur USPD und wurde 1918 Mitglied des Spartakusbundes. Margarete Nischwitz gehörte zu den Mitbegründern der KPD in Chemnitz-Nord und wurde Frauenleiterin der KPD in Chemnitz. Von 1921 bis 1933 war sie Abgeordnete der Chemnitzer Stadtverordnetenversammlung. Von 1929 bis 1932 leitete sie das Frauensekretariat der KPD-Bezirksleitung Sachsen in Dresden. 1925 wurde Nischwitz zur Vorsitzenden des Roten Frauen- und Mädchenbundes (RFMB) in Sachsen gewählt. Sie war 1928 Delegierte des VII. Weltkongresses der Komintern in Moskau, auf dem sie zur Frauenfrage sprach. 1929 wurde sie in den Sächsischen Landtag gewählt. Sie kandidierte auch 1930 und wurde erneut in den Landtag gewählt und blieb bis 1931 stellvertretende Fraktionsvorsitzende und Mitglied des Sekretariats der KPD-Bezirksleitung Sachsen. Ihr Mann hingegen trat einen Tag vor der Landtagswahl im Mai 1930 aus der KPD aus und zur SPD über. Als die Bezirksleitung der KPD ihr nahelegte, sich von ihrem Mann scheiden zu lassen, lehnte sie dieses Ansinnen ab. Nischwitz legte am 10. Februar 1931 ihr Landtagsmandat nieder und trat 1932 aus der Partei aus. Für sie rückte Richard Schubert als Abgeordneter in den Landtag nach. Die Zerrüttung der Familie – ihr Mann soll sie mehrfach betrogen haben – und politische Probleme verursachten ein längeres Nervenleiden bei Nischwitz. Sie wurde deshalb zeitweise in einer Nervenheilanstalt behandelt.
Nach der „Machtergreifung“ der Nationalsozialisten 1933 war sie mehrmals in „Schutzhaft“ und stand unter Polizeiaufsicht. 1945 trat sie wieder der KPD bei und wurde 1946 Mitglied der SED, in der sie aber nur noch untergeordnete Funktionen ausübte. Zuletzt lebte sie als Parteiveteranin in Frohnau im Erzgebirge.

## Auszeichnungen
- Vaterländischer Verdienstorden in Gold (1976)